# Ивановка (Тарский район)
Ива́новка — деревня в Тарском районе Омской области России. Входит в состав Нагорно-Ивановского сельского поселения.

## История
Основана в 1883 году. В 1928 году состояла из 66 хозяйств, основное население — русские. В административном отношении деревня находилась в составе Нагорно-Ивановского сельсовета Екатерининского района Тарского округа Сибирского края.

## Население
| 1926 | 2002 | 2010 |
| ---- | ---- | ---- |
| 489  | ↘170 | ↘116 |

## Улицы
- ул. Кооперативная,
- ул. Молодёжная,
- ул. Центральная.